# Macrocera horrida
Macrocera horrida är en tvåvingeart som beskrevs av Freeman 1951. Macrocera horrida ingår i släktet Macrocera och familjen platthornsmyggor. Inga underarter finns listade i Catalogue of Life.